# Lost Boyz
A Lost Boyz egy lemezkiadó és hip-hop csapat New Yorkból, Queensből. Tagjai jelenleg Mr. Cheeks, Freaky Kah és K Chrys. 2021-ben szerepeltek a Nick Cannon's Wildnout tv show-ban, amelyet a VH1 és a Paramount Plus sugárzott, hogy előadják a " Lost Boyz Anthem " című kislemezüket a legújabb, 2020-as LEGACY albumukról, amelyet a ONE RPM / Lost Boyz Entertainment kiadón keresztül adtak ki.
Eredetileg a 90-es évek elején a Lost Boyzt Mr. Cheeks, Freaky Tah (elhunyt), Spigg Nice (jelenleg börtönben) és Pretty Lou alkotta.

## Története
1995-ben a csapat kiadta debütáló kislemezét, a "Lifestyles of the Rich & Shameless" címűt, amely felkerült a Billboard Hot 100-as listájára. A megjelenés lemezszerződést hozott nekik az Uptown Recordsnál. Közreműködtek a Ne légy barom, míg iszod a dzsúszod a gettóban című film soundtrackjéhez, "Renee" című dalukkal. A dal nagy sláger lett, a Hot 100 slágerlistán a Top 40-be jutott. A kislemez 1996-ban arany státuszt is elért. 1996. június 4-én a csapat kiadta debütáló albumát, a Legal Drug Money-t. Az alkotás nagy elismerést aratott és öt Hot 100-as slágert tartalmazott, köztük a korábbi kislemezeiket: "Lifestyles of the Rich & Shameless", "Renee", "Music Makes Me High", "Jeeps, Lex Coups, Bimaz & Benz" és "Get Up". Az albumot az RIAA 1996 végén arany minősítést kapott.
Második albumuk, a Love, Peace & Nappiness 1997. június 17-én jelent meg az Uptown/Universal Records forgalmazásában. Ez egy másik Hot 100-as kislemezt tartalmazott, a "Me & My Crazy World" címűt. Az album egyik leghíresebb dala a "Beasts from the East" című szám volt, melyben A+, Redman és Canibus is közreműködött. Az album nem aratott akkora sikert, mint a debütáló album, de kereskedelmi szempontból jól teljesített, 1997 végén elérte az arany státuszt.
1996-ban a csapat szerepelt a Red Hot Organization America Is Dying Slowly című válogatás CD-jén, többek között a Wu-Tang Clan, Coolio és Fat Joe mellett. A CD-t, amelynek célja az volt, hogy felhívja a figyelmet az AIDS-járványra az afroamerikai férfiak körében, a The Source magazin "mesterműként" emlegette.
1999. március 28-án este, Mr. Cheeks születésnapi partiján Freaky Tah-t fejbe lőtték, miközben kilépett a Queens-i Sheraton Hotelből. Tah-t a Jamaica Hospital Medical Centerbe szállították, ahol hajnali 4:20-kor 27 éves korában halottnak nyilvánították. A menekülő sofőrt, Raheem Fletchert hét év börtönre ítélték emberölésért. Kelvin Jones 2001-ben bűnösnek vallotta magát a gyilkosságban. Az együttes három megmaradt tagja befejezte harmadik albumát, az LB IV Life-ot, amely 1999 szeptemberében jelent meg. A lemez kritikailag és kereskedelmileg is alulmaradt, nem tudott Hot 100-as slágereket szállítani, és nem érte el az arany státuszt. Ezek a körülmények arra késztették Mr. Cheekset, hogy szólókarrierbe kezdjen. Első szóló munkáját, a "John P. Kelly"-t 2001-ben adta ki, melyen a "Lights, Camera, Action!" című sláger is megjelent. Az albumon szerepelt egy Freaky Tah tiszteletére írt dal is "Till We Meet Again" címmel. Az albumon Bob Marley fia, Stephen is közreműködött. Cheeks 2003-ban újabb albumot adott ki Back Again! címmel, majd 2004-ben következett a Ladies & Ghettomen. 2004. január 16-án Spigg Nice-t bíróság elé állították, 2000 decembere és 2002. április 16-a között elkövetett 10 bank kirablásáért New Jersey-ben, és 37 év börtönbüntetésre ítélték. 2005-ben a csapat kiadta a Lost Boyz Forever című válogatásalbumot, amely korábbi slágereket és korábban kiadatlan anyagokat tartalmazott.

## Tagok

### Jelenleg[9]
- Mr. Cheeks
- Freaky Kah
- K Chrys

### Korábban[10]
- Freaky Tah (elhunyt)
- Spigg Nice (börtönben)
- Pretty Lou

## Diszkográfia
Forrás:
- Legal Drug Money (1996)
- Love, Peace and Nappiness (1997)
- LB IV Life (1999)
- Next Generation (2019)
- LEGACY (2020)

## Fordítás
Ez a szócikk részben vagy egészben a Lost Boyz című angol Wikipédia-szócikk ezen változatának fordításán alapul.  Az eredeti cikk szerkesztőit annak laptörténete sorolja fel. Ez a jelzés csupán a megfogalmazás eredetét és a szerzői jogokat jelzi, nem szolgál a cikkben szereplő információk forrásmegjelöléseként.